# Lista de campeões do World Series of Fighting
Esta é uma lista de campeões do World Series of Fighting.

## Torneios PFL

### 2018
| Eventos                              | Divisão     | Peso         | Campeão                | 2º colocado          | Semi-finalistas                     |
| ------------------------------------ | ----------- | ------------ | ---------------------- | -------------------- | ----------------------------------- |
| PFL 11 (2018) 31 de Dezembro de 2018 | Pesado      | Até 120,2 kg | Philipe Lins           | Josh Copeland        | Alex Nicholson Jared Rosholt        |
| PFL 11 (2018) 31 de Dezembro de 2018 | Meio-pesado | Até 93 kg    | Sean O'Connell         | Vinny Magalhães      | Bazigit Atajev Smealinho Rama       |
| PFL 11 (2018) 31 de Dezembro de 2018 | Médio       | Até 83,9 kg  | Louis Taylor           | Abusupiyan Magomedov | Sadibou Sy John Howard              |
| PFL 11 (2018) 31 de Dezembro de 2018 | Meio-médio  | Até 77,1 kg  | Magomed Magomedkerimov | Ray Cooper III       | Handesson Ferreira Bojan Veličković |
| PFL 11 (2018) 31 de Dezembro de 2018 | Leve        | Até 70,3 kg  | Natan Schulte          | Rashid Magomedov     | Chris Wade Thiago Tavares           |
| PFL 11 (2018) 31 de Dezembro de 2018 | Pena        | Até 65,8 kg  | Lance Palmer           | Steven Siler         | Andre Harrison Alexandre Almeida    |

### 2019
| Eventos                              | Divisão       | Peso         | Campeão           | 2º colocado     | Semi-finalistas                |
| ------------------------------------ | ------------- | ------------ | ----------------- | --------------- | ------------------------------ |
| PFL 10 (2019) 31 de Dezembro de 2019 | Pesado        | Até 120,2 kg | Ali Isayev        | Jared Rosholt   | Denis Goltsov Kelvin Tiller    |
| PFL 10 (2019) 31 de Dezembro de 2019 | Meio-pesado   | Até 93 kg    | Emiliano Sordi    | Jordan Johnson  | Bazigit Atajev Rashid Yusupov  |
| PFL 10 (2019) 31 de Dezembro de 2019 | Meio-médio    | Até 77,1 kg  | Ray Cooper III    | David Michaud   | Glaico França Chris Curtis     |
| PFL 10 (2019) 31 de Dezembro de 2019 | Leve          | Até 70,3 kg  | Natan Schulte (2) | Loik Radzhabov  | Chris Wade Akhmet Aliev        |
| PFL 10 (2019) 31 de Dezembro de 2019 | Pena          | Até 65,8 kg  | Lance Palmer (2)  | Alex Gilpin     | Daniel Pineda Jeremy Kennedy   |
| PFL 10 (2019) 31 de Dezembro de 2019 | Leve feminino | Até 70,0 kg  | Kayla Harrison    | Larissa Pacheco | Sarah Kaufman Bobbi Jo Dalziel |

### 2021
| Eventos                              | Divisão       | Peso         | Campeão               | 2º colocado            | Semi-finalistas                 |
| ------------------------------------ | ------------- | ------------ | --------------------- | ---------------------- | ------------------------------- |
| PFL 10 (2021) 31 de Dezembro de 2019 | Pesado        | Até 120,2 kg | Bruno Cappelozza      | Ante Delija            | Denis Goltsov Jamelle Jones     |
| PFL 10 (2021) 31 de Dezembro de 2019 | Meio-pesado   | Até 93 kg    | Antônio Carlos Júnior | Marthin Hamlet         | Cézar Ferreira Emiliano Sordi   |
| PFL 10 (2021) 31 de Dezembro de 2019 | Meio-médio    | Até 77,1 kg  | Ray Cooper III (2)    | Magomed Magomedkerimov | Rory MacDonald Sadibou Sy       |
| PFL 10 (2021) 31 de Dezembro de 2019 | Leve          | Até 70,3 kg  | Raush Manfio          | Loik Radzhabov         | Clay Collard Alexander Martinez |
| PFL 10 (2021) 31 de Dezembro de 2019 | Pena          | Até 65,8 kg  | Movlid Khaybulaev     | Chris Wade             | Brendan Loughnane Bubba Jenkins |
| PFL 10 (2021) 31 de Dezembro de 2019 | Leve feminino | Até 70,0 kg  | Kayla Harrison (2)    | Taylor Guardado        | Genah Fabian Mariana Morais     |

## Históricos de títulos extintos

### Masculinos

#### Peso pesado
Até 120,2 kg
| Nº                                                                            | Nome           | Data                             | Local     | Oponente                 | Defesas |
| ----------------------------------------------------------------------------- | -------------- | -------------------------------- | --------- | ------------------------ | --- |
| 1                                                                             | Smealinho Rama | 11 de setembro de 2014 (WSOF 14) | Edmonton, | Nocauteou Derrick Mehmen | |
| 2                                                                             | Blagoy Ivanov  | 5 de junho de 2015 (WSOF 21)     | Edmonton, | Finalizou Smealinho Rama | 1. Nocauteou Derrick Mehmen (WSOF 24) 2. Venceu Josh Copeland (WSOF 31) 3. Nocauteou Shawn Jordan (WSOF 35) 4. Venceu Caio Alencar (PFL Fight Night) |
| Em 25 de abril de 2018, Blagoy Ivanov abdicou do título ao assinar com o UFC. |                |                                  |           |                          | |

#### Peso meio-pesado
Até 93 kg
| Nº                                                                              | Nome         | Data                             | Local    | Oponente               | Defesas                             |
| ------------------------------------------------------------------------------- | ------------ | -------------------------------- | -------- | ---------------------- | ----------------------------------- |
| 1                                                                               | David Branch | 18 de setembro de 2015 (WSOF 23) | Phoenix, | Finalizou Teddy Holder | 1. Venceu Vinny Magalhães (WSOF 33) |
| Em 6 de fevereiro de 2017, David Branch abdicou do título ao assinar com o UFC. |              |                                  |          |                        |                                     |

#### Peso médio
Até 83,9 kg
| Nº                                                                              | Nome         | Data                          | Local      | Oponente               | Defesas |
| ------------------------------------------------------------------------------- | ------------ | ----------------------------- | ---------- | ---------------------- | --- |
| 1                                                                               | David Branch | 21 de junho de 2014 (WSOF 10) | Las Vegas, | Finalizou Jesse Taylor | 1. Nocauteou Yushin Okami (WSOF 15) 2. Venceu Clifford Starks (WSOF 30) 3. Finalizou Louis Taylor (WSOF 34) |
| Em 6 de fevereiro de 2017, David Branch abdicou do título ao assinar com o UFC. |              |                               |            |                        | |

#### Peso meio-médio
Até 77,1 kg
| Nº                                                                            | Nome              | Data                           | Local         | Oponente               | Defesas                                                                   |
| ----------------------------------------------------------------------------- | ----------------- | ------------------------------ | ------------- | ---------------------- | ------------------------------------------------------------------------- |
| 1                                                                             | Steve Carl        | 26 de outubro de 2013 (WSOF 6) | Coral Gables, | Finalizou Josh Burkman |                                                                           |
| 2                                                                             | Rousimar Palhares | 29 de março de 2014 (WSOF 9)   | Las Vegas,    | Finalizou Steve Carl   | 1. Finalizou Jon Fitch (WSOF 16) 2. Finalizou Jake Shields (WSOF 22)      |
| Em 3 de agosto de 2015, Rousimar Palhares foi destituído por inatividade.     |                   |                                |               |                        |                                                                           |
| 3                                                                             | Jon Fitch         | 2 de abril de 2016 (WSOF 30)   | Las Vegas,    | Venceu João zeferino   | 1. Venceu Jake Shields (WSOF 134) 2. Finalizou Brian Foster (PFL Daytona) |
| Em 1 de março de 2018, Jon Fitch abdicou do título ao assinar com o Bellator. |                   |                                |               |                        |                                                                           |

#### Peso leve
Até 70,3 kg
| Nº | Nome           | Data                           | Local      | Oponente                     | Defesas |
| --- | -------------- | ------------------------------ | ---------- | ---------------------------- | --- |
| 1 | Justin Gaethje | 18 de janeiro de 2014 (WSOF 8) | Vancouver, | Nocauteou Richard Patishnock | 1. Nocauteou Nick Newell (WSOF 11) 2. Nocauteou Luis Palomino (WSOF 19) 3. Nocauteou Luis Palomino (WSOF 23) 4. Nocauteou Brian Foster (WSOF 29) 5. Nocauteou Luis Firmino (WSOF 34) |
| No WSOF 15, Melvin Guillard pesou 1,1 kg acima do peso permitido e Justin Gaethje não teve a defesa contabilizada, devido a um acordo pré-luta para que o título não vagasse, se perdesse. |                |                                |            |                              | |
| Em 27 de abril de 2017, Justin Gaethje abdicou do título ao assinar com o UFC. |                |                                |            |                              | |

#### Peso pena
Até 65,8 kg
| Nº                                                                                 | Nome               | Data                             | Local       | Oponente                     | Defesas                                  |
| ---------------------------------------------------------------------------------- | ------------------ | -------------------------------- | ----------- | ---------------------------- | ---------------------------------------- |
| 1                                                                                  | Georgi Karakhanyan | 7 de dezembro de 2013 (WSOF 7)   | Vancouver,  | Finalizou Lance Palmer       |                                          |
| 2                                                                                  | Rick Glenn         | 21 de junho de 2014 (WSOF 10)    | Las Vegas,  | Nocauteou Georgi Karakhanyan |                                          |
| 3                                                                                  | Lance Palmer       | 13 de dezembro de 2014 (WSOF 16) | Sacramento, | Finalizou Rick Glenn         | 1. Finalizou Chris Horodecki (WSOF 21)   |
| 4                                                                                  | Alexandre Almeida  | 18 de dezembro de 2015 (WSOF 26) | Las Vegas,  | Venceu Lance Palmer          |                                          |
| 5                                                                                  | Lance Palmer (2)   | 30 de julho de 2016 (WSOF 32)    | Everett,    | Venceu Alexandre Almeida     |                                          |
| 6                                                                                  | Andre Harrison     | 18 de março de 2017 (WSOF 35)    | Verona,     | Venceu Lance Palmer          | 1. Venceu Steven Rodriguez (PFL Everett) |
| Em 7 de junho de 2018, o titulo vagou após o formato da liga PFL começar no PFL 1. |                    |                                  |             |                              |                                          |

#### Peso galo
Até 61,2 kg
| Nº                                                                                 | Nome               | Data                          | Local      | Oponente                 | Defesas |
| ---------------------------------------------------------------------------------- | ------------------ | ----------------------------- | ---------- | ------------------------ | --- |
| 1                                                                                  | Marlon Moraes      | 29 de março de 2014 (WSOF 9)  | Las Vegas, | Venceu Josh Rettinghouse | 1. Venceu Josh Hill (WSOF 18) 2. Finalizou Sheymon Moraes (WSOF 22) 3. Nocauteou Joseph Barajas (WSOF 28) 4. Nocauteou Josh Hill (WSOF 32) 5. Nocauteou Josenaldo Silva (WSOF 34) |
| Em 3 junho de 2017, Marlon Moraes abdicou do título ao assinar com o UFC.          |                    |                               |            |                          | |
| 2                                                                                  | Bekbulat Magomedov | 18 de março de 2017 (WSOF 35) | Verona,    | Venceu Donavon Frelow    | |
| Em 7 de junho de 2018, o titulo vagou após o formato da liga PFL começar no PFL 1. |                    |                               |            |                          | |

#### Peso mosca
Até 56,7 kg
| Nº                                                                              | Nome              | Data                            | Local         | Oponente              | Defesas |
| ------------------------------------------------------------------------------- | ----------------- | ------------------------------- | ------------- | --------------------- | ------- |
| 1                                                                               | Magomed Bibulatov | 17 de outubro de 2015 (WSOF 24) | Mashantucket, | Venceu Donavon Frelow |         |
| Em 5 janeiro de 2017, Magomed Bibulatov abdicou do título ao assinar com o UFC. |                   |                                 |               |                       |         |

### Feminino

#### Peso palha feminino
Até 52,2 kg
| Nº                                                                          | Nome            | Data                           | Local      | Oponente             | Defesas                                                           |
| --------------------------------------------------------------------------- | --------------- | ------------------------------ | ---------- | -------------------- | ----------------------------------------------------------------- |
| 1                                                                           | Jessica Aguilar | 18 de janeiro de 2014 (WSOF 8) | Hollywood, | Finalizou Alida Gray | 1. Venceu Emi Fujino (WSOF 10) 2. Venceu Kalindra Faria (WSOF 15) |
| Em 18 maio de 2015, Jessica Aguilar abdicou do título ao assinar com o UFC. |                 |                                |            |                      |                                                                   |

## Títulos simbólicos
Em 7 de junho de 2018, todos os campeonatos internacionais do WSOF foram retirados e desocupados, quando o formato da liga PFL começou no PFL 1 . O PFL coroa campeões sazonais como alternativa ao reconhecimento de um único campeão linear.

### Campeonato Canadense dos Meio-médios
| Nº                                                                  | Nome      | Data                                    | Local     | Oponente              | Defesas |
| ------------------------------------------------------------------- | --------- | --------------------------------------- | --------- | --------------------- | ------- |
| 1                                                                   | Ryan Ford | 21 de fevereiro de 2014 (WSOF Canada 1) | Edmonton, | Nocauteou Joel Powell |         |
| Em 8 de junho de 2015, Ryan Ford abdicou do título ao se aposentar. |           |                                         |           |                       |         |

### Campeonato Mundial dos Pesados
| Nº | Nome           | Data                                                       | Local   | Oponente               | Defesas                                                              |
| --- | -------------- | ---------------------------------------------------------- | ------- | ---------------------- | -------------------------------------------------------------------- |
| 1 | Evgeny Erokhin | 7 de fevereiro de 2016 (WSOF Global Championship 2: Japan) | Tóquio, | Nocauteou Brandon Cash | 1. Nocauteou Richard Odoms (WSOF Global Championship 3: Philippines) |
| Em 7 de junho de 2018, todos os campeonanatos internacionais foram removidos após o formato da liga PFL começar no PFL 1. |                |                                                            |         |                        |                                                                      |

### Campeonato Mundial dos Moscas
| Nº | Nome            | Data                                                             | Local   | Oponente                 | Defesas |
| --- | --------------- | ---------------------------------------------------------------- | ------- | ------------------------ | ------- |
| 1 | Yusaku Nakamura | 17 de dezembro de 2016 (Deep Cage Impact 2016: DEEP vs. WSOF-GC) | Tóquio, | Venceu Lawrence Diguilio |         |
| Em 7 de junho de 2018, todos os campeonanatos internacionais foram removidos após o formato da liga PFL começar no PFL 1. |                 |                                                                  |         |                          |         |

## Torneios do WSOF
| Evento                | Divisão     | Vencedor     | Segundo Colocado | Final                  |
| --------------------- | ----------- | ------------ | ---------------- | ---------------------- |
| WSOF 5 WSOF 7 WSOF 10 | Médio       | David Branch | Jesse Taylor     | 21 de junho de 2014    |
| WSOF 20 WSOF 23       | Meio-pesado | David Branch | Teddy Holder     | 18 de setembro de 2015 |
| WSOF 25               | Leve        | Brian Foster | João Zeferino    | 20 de novembro de 2015 |

## Recordes

### Maiores vencedores de disputas de cinturão
| Vitórias | Campeão           | Divisão           | V   | E   | NC  | D   |
| -------- | ----------------- | ----------------- | --- | --- | --- | --- |
| 6        | Justin Gaethje    | Leve              | 6   | 0   | 0   | 0   |
| 6        | Marlon Moraes     | Galo              | 6   | 0   | 0   | 0   |
| 6        | David Branch      | Meio-pesado Médio | 2 4 | 0 0 | 0 0 | 0 0 |
| 5        | Blagoy Ivanov     | Pesado            | 5   | 0   | 0   | 0   |
| 3        | Lance Palmer      | Pena              | 3   | 0   | 0   | 3   |
| 3        | Jessica Aguilar   | Palha feminino    | 3   | 0   | 0   | 0   |
| 3        | Rousimar Palhares | Meio-médio        | 3   | 0   | 0   | 0   |

### Maiores sequências de defesas
| Defesas | Lutador           | Divisão        | Data                                         |
| ------- | ----------------- | -------------- | -------------------------------------------- |
| 5       | Justin Gaethje    | Leve           | 18 de janeiro de 2014 – 27 de abril de 2017  |
| 5       | Marlon Moraes     | Galo           | 29 de março de 2014 – 3 de janeiro de 2017   |
| 4       | Blagoy Ivanov     | Meio-pesado    | 5 de junho de 2015 – 25 de abril de 2018     |
| 3       | David Branch      | Médio          | 21 de junho de 2014 – 6 de fevereiro de 2017 |
| 2       | Jessica Aguilar   | Palha feminino | 18 de janeiro de 2014 – 18 de maio de 2015   |
| 2       | Rousimar Palhares | Meio-médio     | 29 de março de 2014 – 4 de agosto de 2015    |

### Campeões de múltiplas divisões
|  | Título interino |

| Nº | Campeão      | Divisão     | Inicio                           | Fim                            | Defesas |
| -- | ------------ | ----------- | -------------------------------- | ------------------------------ | ------- |
| 1  | David Branch | Meio-pesado | 18 de setembro de 2015 (WSOF 23) | 6 de fevereiro de 2017 (Vagou) | 1       |
| 1  | David Branch | Médio       | 21 de junho de 2014 (WSOF 10)    | 6 de fevereiro de 2017 (Vagou) | 3       |

### Campeões de duas divisões simultaneamente
| Nº | Campeão      | Divisão     | Data                                            | Defesas |
| -- | ------------ | ----------- | ----------------------------------------------- | ------- |
| 1  | David Branch | Meio-pesado | 18 de setembro de 2015 – 6 de fevereiro de 2017 | 1       |
| 1  | David Branch | Médio       | 18 de setembro de 2015 – 6 de fevereiro de 2017 | 2       |